# Grande synagogue chorale de Saint-Pétersbourg
La Grande synagogue chorale de Saint-Pétersbourg (en russe : Санкт-Петербургская Большая Хоральная Синагога), dénommée aussi depuis 2000 la Grande synagogue chorale Edmond Safra, est la deuxième plus grande synagogue d'Europe. Elle a été construite entre 1880 et 1888 et consacrée en 1893. 
Le poète Ossip Mandelstam l'a appelée une séductrice somptueuse et exceptionnelle. 

## Historique

### Autorisation du Tsar
La synagogue de Saint-Pétersbourg n'a pu être construite qu'après l'obtention d'un accord pour sa construction délivré par le tsar Alexandre II le 13 septembre 1869, qui réduit aussi les restrictions pour les Juifs de résider dans la ville. Cette autorisation est obtenue après la soumission d'un memorandum à l'empereur par le responsable de la communauté juive, Evzel Ginzburg, citoyen d'honneur héréditaire de Russie et un des principaux fournisseurs de l'armée impériale russe. 

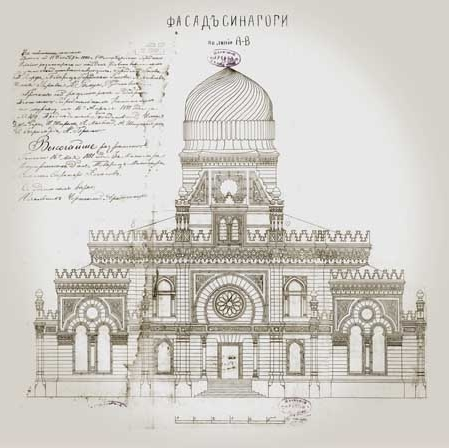
Plan de la synagogue refusé par le tsar car pas assez modeste. Les architectes ont donc supprimé les deux portes situées de part et d'autre de la porte centrale dans le projet final, réduisant ainsi la largeur du bâtiment

L'empereur Alexandre II autorise un certain nombre de Juifs, comme les soldats pensionnés, les personnes avec des diplômes académiques, les marchands de la 1re guilde, les artisans spécialisés et les techniciens à résider à Saint-Pétersbourg, ainsi que dans les autres villes situées en dehors de la zone de Résidence. L'autorisation s'étend aussi aux membres de la famille, ainsi qu'à leurs employés juifs. La population juive de Saint-Pétersbourg va rapidement grossir et en 1870, il y a  environ une dizaine d'oratoires dans des maisons juives, mais pas de grande synagogue pour les cérémonies de la communauté juive de la capitale de l'Empire russe.  
La communauté décide donc de construire une grande synagogue qui remplacera tous les petits oratoires. En juillet 1879, un appel d'offres est lancé. Le jury spécial, dirigé par V.V. Stassov sélectionne le projet de Bachmann et de Chapochnikov. Ce projet est refusé par Alexandre II qui impose que le bâtiment soit de taille plus modeste. Heureusement les architectes acceptent de retravailler leurs plans gratuitement jusqu'à l'approbation finale par le tsar le 28 mai 1883.    
La construction du bâtiment est soumise à de nombreuses conditions et restrictions.  Il ne faut pas qu'il y ait d'églises à proximité de la synagogue, ni de routes gouvernementales empruntées par l'empereur. La hauteur du bâtiment est limitée à 47 mètres au lieu des 65 mètres proposés initialement par les architectes. En fait, aucun bâtiment de Saint-Pétersbourg ne devait dépasser 23 mètres, ce qui était la hauteur du palais d'Hiver du tsar, et les exceptions n'étaient autorisées que pour les dômes et les clochers qui servaient en même temps de tours d'observation pour les incendies. L'autorisation impériale d'une hauteur de 47 mètres est accompagnée de nombreuses exigences. 
« Sa Majesté, constatant qu'une plus modeste apparence convient mieux au bâtiment de la première synagogue dans la capitale, en fonction du statut civique des Juifs dans notre patrie, donne la permission du Tsar pour la construction de la synagogue. »

### Construction de la synagogue

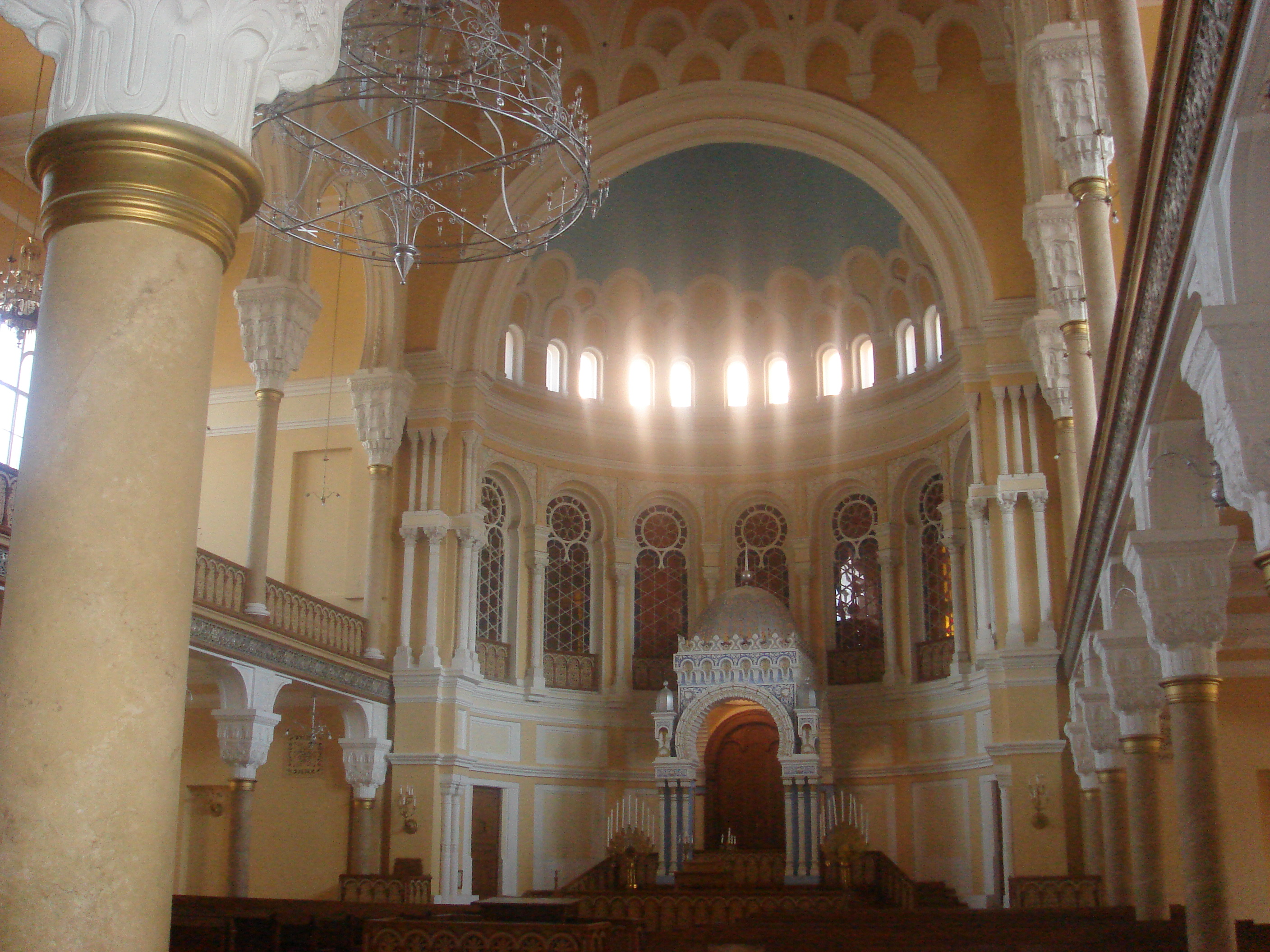
Intérieur de la salle de prière principale ("Bolshoi Zal")

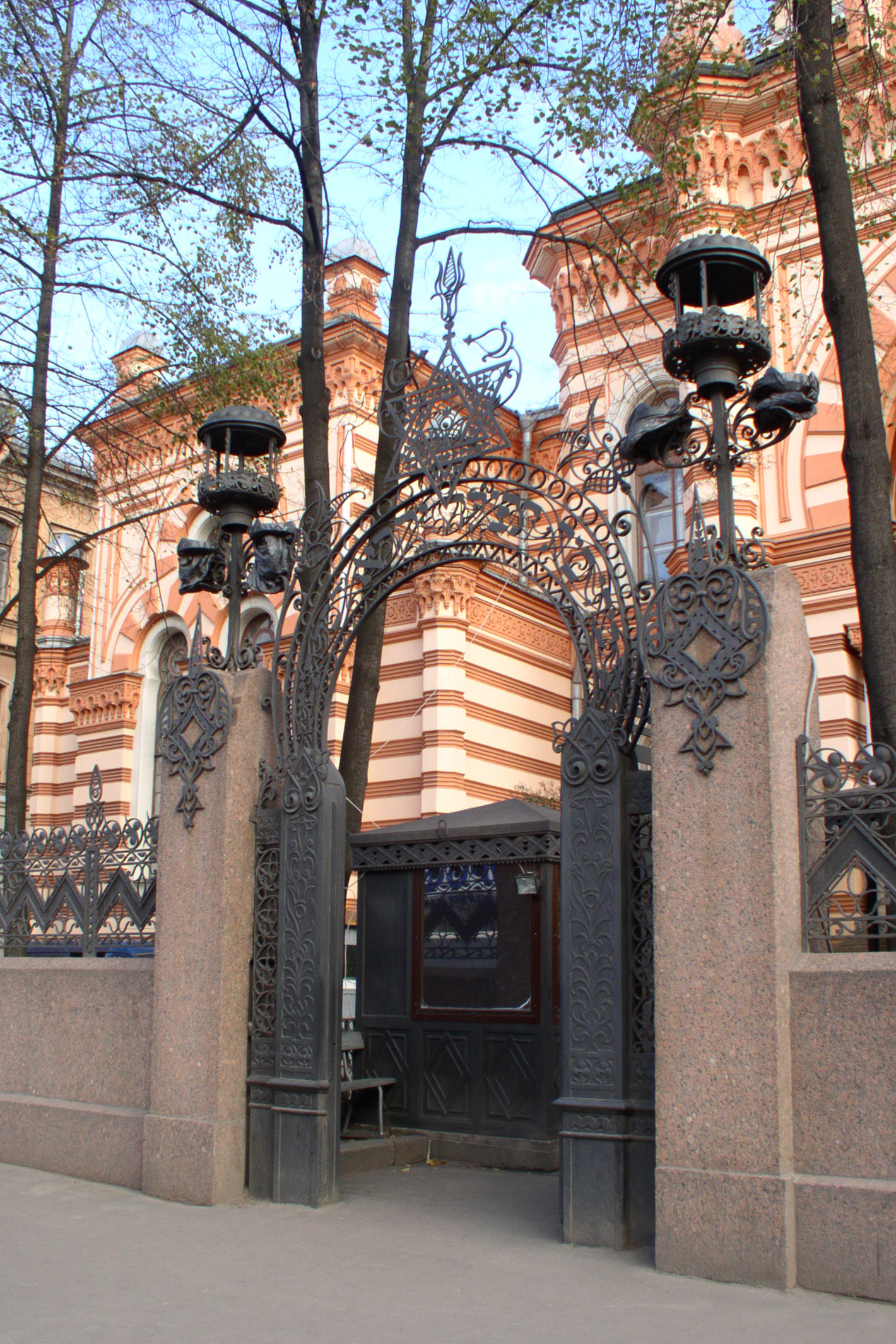
Porte d'entrée principale du jardin de la synagogue

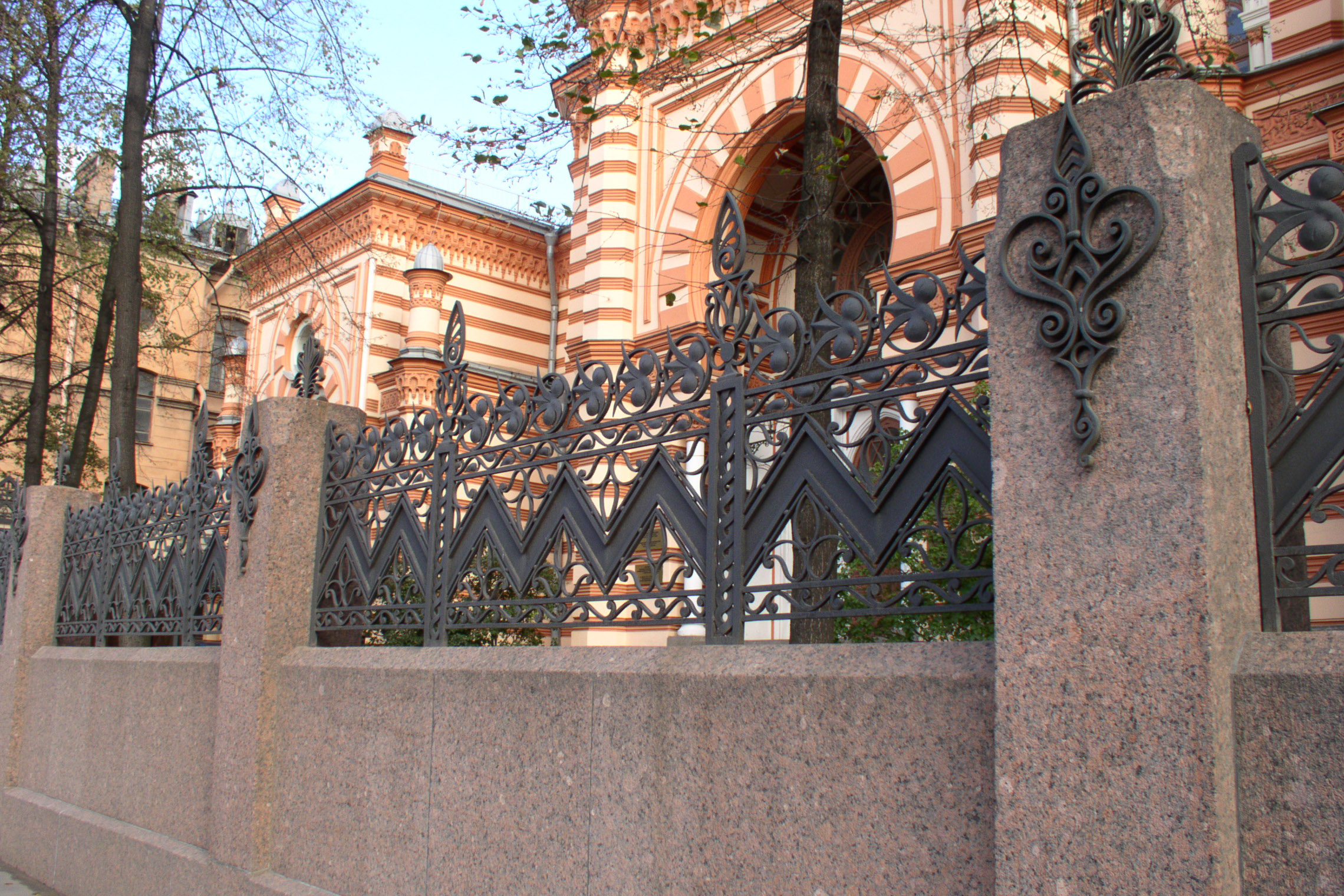
Grille du jardin de la Synagogue

Dès le 23 septembre 1869, les représentants des oratoires de la capitale élisent un comité pour la construction de la synagogue, dirigé par Horace Evselevitch Ginzburg, le fils d'Evzel Ginzburg. Des fonds sont levés et les plus gros donateurs sont Evzel Ginzburg (70 000 roubles), S. S. Poliakov et I. A. Vavelberg (25 000 roubles chacun), A. M. Warszawski et A.I. Zak (10 000 roubles chacun). De nombreux autres dons s'échelonnent entre 7 000 roubles et la très modique somme de 2 roubles donnée par un docteur de Kiev. La moitié des sièges sont vendus en propriété héréditaire et les sommes récoltées serviront à la construction. Comme les sommes recueillies sont insuffisantes, la communauté contracte un emprunt de 70 000 roubles auprès de la Banque commerciale de Saint-Pétersbourg-Moscou. En plus, un prêt est obtenu d'Horace Ginzburg et un autre des frères Samuel et Daniel Poliakov.  
Après de nombreux refus de la part de l'administration impériale, la communauté juive obtient l'accord pour acheter la maison d'A. A. Rostovsky et le terrain attenant dans la rue Bolсhaïa Masterskaïa pour y bâtir la synagogue. L'achat se fait le 28 janvier 1879 au prix de 65 000 roubles. Le terrain est situé près du Théâtre Mariinsky.    
Les architectes I. I. Chapochnikov, L. Bachmann et V. A. Schröter sont chargés des plans de la synagogue. À la demande de Vladimir Stassov, critique d'art influent et superviseur du projet, les architectes choisissent le style néo-mauresque en s'inspirant en partie de la nouvelle synagogue de Berlin, située dans l'Oranienburger Straße et achevée en 1866. Le projet final est un mélange éclectique de styles néo-byzantin et néo-mauresque avec des motifs arabesques. L'architecte Nicolas Benois, confident du tsar et du gouvernement russe, est nommé curateur du projet.
La construction est effectuée sous la direction du Comité de la construction dirigé par A. A. Kaufmann. L'architecte et le superintendant de la construction est A. V. Malov, aidé entre 1880 et 1888 par ses assistants S. O. Klein et B. I. Hirschowicz.
La Petite synagogue est inaugurée le 25 octobre 1886, premier jour de Souccot. Son plafond en stuc a été réalisé par le sculpteur Moïsseï Israelevitch Anolik et l'Arche Sainte par l'ébéniste Bermann et le doreur Solomon Antovil. Le bâtiment de la petite synagogue va servir de synagogue temporaire jusqu'à la fin de la construction du grand hall de prière. Elle sera utilisée ultérieurement comme oratoire pour les marchands hassidiques.  
En 1886, la décoration avec un motif ornemental de la coupole de la Grande synagogue met fin à la construction. Il faudra encore cinq années pour terminer la décoration intérieure. La peinture intérieure et les menuiseries sont réalisées par l'entrepreneur M. Himmelfarb, les bancs du rez-de-chaussée sont produits par l'ébéniste Bermann, le fer forgé des escaliers est fabriqué dans l'usine d'Isidor Goldberg et l'Arche Sainte a été donnée par les fils d'Evzel Ginzburg en mémoire de leur père. 
La cérémonie officielle de consécration de la Grande synagogue a lieu le 20 décembre 1893 lors d'une grande fête pendant laquelle les responsables de la communauté ouvrent la porte centrale avec une clef en argent avant de pénétrer dans la salle en portant les sept rouleaux de Torah. Le premier à pénétrer est le président de la communauté, le baron H. O. Ginzburg avec le premier rouleau, suivi de M. A. Warszawski et de L. Ya. Poliakov portant des cierges allumés.   
L'éclairage électrique de la synagogue ne sera mis en place qu'en 1898. En 1909, un muret en pierre avec une grille en fer forgé est construit pour ceinturer le terrain de la synagogue et remplacer les palissades en bois. Les grilles en fer ainsi que les deux portes avec de chaque côté des lampadaires, sont exécutées selon les plans de l'artiste Ropet.

### Pendant laPremière Guerre mondiale
L'Allemagne déclare la guerre à la Russie le 1er août 1914. Le 4 août, une prière publique solennelle pour la victoire a lieu dans la Grande synagogue en présence d'une foule nombreuse. 
Pendant la guerre, la communauté juive de Pétrograd (nom alors de Saint-Pétersbourg) aménage une partie des locaux de la synagogue en hôpital de 100 lits pour les blessés de guerre, quelle que soit leur religion. De même, la yechiva située à côté de la synagogue est aussi transformée pour des besoins médicaux pendant plusieurs années. 

### La synagogue pendant la période soviétique
Pendant la Révolution russe de 1917 et la guerre civile qui s'ensuit, la communauté juive de Pétrograd perd beaucoup de ses membres, tués ou ayant émigré principalement aux États-Unis. Les autorités soviétiques imposent des restrictions sur les comptes bancaires concernant la synagogue et annoncent aussi la dissolution de la communauté juive de Pétrograd par décret signé de Grigory Zinoviev (lui-même juif).
Pendant les six années suivantes, différentes organisations religieuses juives vont agir, mais séparément sans aucune base légale. Ce n'est qu'en 1923 qu'est liquidé le Narkomnatz (Commissariat du peuple aux questions des nationalités). En octobre 1924, se tient le premier congrès de la Communauté religieuse juive de Léningrad afin de rédiger une charte à faire approuver par les autorités. Cette charte qui demande que le but de la communauté soit de: « administrer les activités religieuses juives et la synagogue chorale, organiser des séances de prière, gérer les propriétés religieuses et organiser des cours de théologie » est approuvée à l'exception du paragraphe concernant les cours de théologie. Le 8 février 1925 la communauté religieuse juive de Léningrad est officiellement enregistrée. À cette occasion, une réunion spéciale se déroule à la synagogue chorale, et le bureau de la communauté lance un appel à tous les Juifs de rejoindre la communauté en exprimant l'espoir d'une normalisation de la vie religieuse. Mais leurs espoirs seront vains.
Le rabbin M.G. Eisenstadt va exercer ses fonctions de grand-rabbin de Léningrad pendant la période révolutionnaire, avant de se fâcher avec les autorités civiles et quitter l'Union soviétique pour Paris en 1923. Il est remplacé par le rabbin David Kazelenbogen qui participera à la vie active de la communauté jusqu'à sa mort en 1931.  
Le rabbin Yosef Yitzchok Schneersohn, sixième Grand-Rabbin de la dynastie hassidique Habad-Loubavitch, fait de Léningrad, son lieu de résidence ainsi que celui de ses amis et adeptes (1924-1927). Les communistes essaient dans un premier temps, mais sans succès, de rechercher la collaboration de ce leader spirituel influent. En 1927, le rabbin Schneersohn est arrêté par la police politique soviétique et emprisonné à la prison de la Chpalernaï sous l'accusation d'activité antisoviétique, passible de la peine capitale. Les protestations internationales forcent les Soviétiques à substituer à la peine capitale un exil forcé à Kostroma. Libéré, il décide d'émigrer.
Par décret du présidium du conseil de la ville de Léningrad daté du 12 juillet 1929, la communauté religieuse juive est dissoute comme bourgeoise et nationaliste. Le 30 janvier 1930, le même conseil ferme la synagogue sous prétexte qu'elle sert les intérêts de la bourgeoisie et de l'aristocratie juive et qu'elle n'est pas fréquentée par les travailleurs juifs, mais quelques Juifs portent l'affaire au VtziK (la cour suprême législative) et la synagogue peut rouvrir le 14 juin 1930, au grand dam des autorités locales. Pendant la fermeture de la synagogue, la plupart des objets de valeur ont été expropriés et transportés au département Judaïsme du musée Anti-religion ou à la Maison de l'Athéisme de la région de Léningrad,        
Au début des années 1930, la plupart des lieux de culte juifs sont fermés, et ceux qui restent ainsi que le mikvé le seront en 1938. À la mort en 1931 du rabbin Kazelenbogen, le poste de grand-rabbin de Léningrad va rester vacant jusqu'en 1934 par refus des candidats potentiels par les autorités et par manque de fonds de la communauté. Finalement le rabbin Mendel Glouskine de Minsk est nommé, mais il sera en permanence en butte à des difficultés causées par les autorités. En novembre 1936, le rabbin Glouskine décède. Il n'y aura aucun rabbin jusqu'en 1943 et la nomination du rabbin Abram Rouvomovitch Loubanov.  
Les autorités de la ville envisagent de transformer la synagogue en un théâtre pour enfants, mais un rapport du 19 mars 1941 indique que la configuration du bâtiment n'est pas adaptée pour cette activité, mais qu'elle peut servir pour des concerts ou comme salle de cinéma.

### Pendant la Seconde Guerre mondiale
La synagogue de Léningrad est bombardée par les Allemands pendant le siège de Léningrad, qui fit un million de morts de faim et de froid dans la population civile entre 1941 et 1943. Cependant, l'hôpital situé dans le bâtiment peut continuer à fonctionner. La communauté juive survivra au siège de Léningrad comme aux autres oppressions qui suivront jusqu'à la chute du régime communiste.

### La synagogue après la guerre
Dans les années 1950, Guedalia Petchersky, le hazzan (chantre) de la synagogue lance une pétition pour obtenir la permission d'enseigner l'hébreu et l'histoire juive. La pétition est rejetée, et Petchersky est arrêté et condamné à 12 ans de prison.   
C'est l'époque où sont lancées par les autorités de violentes campagnes antisémites et antireligieuses. En 1962-1964, il est interdit de cuire des matzot (pains azymes) ou d'enterrer des gens au cimetière juif de Préobrajenskoïe.
Au milieu des années 1950, les efforts du parti communiste semblent porter leurs fruits: le nombre de fidèles diminue, et les personnes se rendant à la synagogue sont en très grande majorité des personnes âgées. La tendance va s'inverser à la fin de la décennie avec une prise de conscience de la jeunesse juive, liée plus ou moins avec l'existence de l'État d'Israël. Malgré la présence d'agents du KGB qui relèvent les noms, de plus en plus de jeunes se rendent à la synagogue pour les fêtes. 
Les jeux olympiques d'été de 1980 devant se dérouler à Moscou avec certains matches de football se jouant à Léningrad, la municipalité décide alors de réparer un certain nombre de sites touristiques dont la synagogue qui n'avait fait l'objet d'aucunes réparations sérieuses depuis la révolution. Les réparations ont lieu sous la supervision du président de la communauté, Kalman Afanassievitch Plotkine. C'est pendant ces réparations que plusieurs poutres ont été rajoutées et que certains locaux ont été divisés dans la hauteur.  

## De nos jours

### Reconstruction et changement de nom
Les travaux de reconstruction de la synagogue peuvent commencer en 2000, après la donation de cinq millions de dollars reçue du banquier Edmond Safra et de sa femme, en 1999 en mémoire de leur fils et petit-fils tués dans un accident de voiture. Les travaux vont durer jusqu'en 2005. Selon les conditions de la donation, la synagogue est renommée "La grande synagogue chorale Edmond Safra", bien que la plupart des fidèles continuent à l'appeler en russe Bolchaïa Sinagoga. Parmi les autres donateurs importants, on peut citer L. Levaïev, V. Kogan, Z. Smouchkine, G. Cherbakovsky, T. Bolloïev.  
Le concept de la restauration est élaboré par l'architecte du musée de l'Ermitage, Grigory Mikhaïlov. Après un appel d'offres, l'Institut de conception scientifique Specprojectrestoration est sélectionné pour l'établissement des plans et l'architecte principal du projet est Victor Goloub. Les travaux vont durer de 2001 à 2003.
D'importants travaux sont effectués dans la grande salle de prière, installation d'un chauffage par le sol, remplacement du parquet, remise en état ou remplacement des vitraux, réparation de l'Arche Sainte, reconstruction de la plus importante collection de lampes à gaz de Russie, fabriquées par les joailliers de la cour impériale, réparation et laquage des bancs de chêne pour les fidèles. 
Le 9 juillet 2001 (5 Tammouz 5761), l'inauguration de la Grande salle de prière est célébrée en présence des membres de la communauté et de nombreux invités. Elle permet d'accueillir jusqu'à 1 200 fidèles et possède une galerie pour les femmes sur trois de ses côtés.
Après avoir retiré les douze couches de stuc d'une petite partie du mur, les spécialistes ont pu définir la couleur initiale de la façade: ocre avec des terres cuites rouges, telle que planifiée par les architectes initiaux. En 2003, la façade retrouve sa couleur d'origine. De même l'escalier et l'entrée principale sont restaurés selon leur forme d'origine. 
Le toit est changé, les sanitaires et l'ensemble du câblage électrique sont entièrement remplacés. Un nouveau système d'alarme incendie est installé. 
En 2005, un nouveau mikvé (bain rituel) est construit selon les plans de l'architecte israélien Mordehai Gorelik. Le mikvé qui fait partie du complexe de la Grande synagogue chorale, se situe sur deux niveaux,  avec une section réservée pour les hommes et une autre pour les femmes, et répond à toutes les exigences aussi bien halachiques que d'hygiène et de confort modernes. Il est inauguré le 2 mai 2005. 
Le grand-rabbin de Saint-Pétersbourg est actuellement Menachem Mendel Pewzner et le président de la communauté M.D. Grubarg.

### Monument national
La Grande synagogue chorale de Saint-Pétersbourg est un monument historique considéré comme un monument architectural d'importance fédérale. Elle est située 2 Lermontovskii Prospekt, Saint-Pétersbourg, Russie.

## Le cimetière juif de Saint-Pétersbourg
En 1802, les Juifs de Saint-Pétersbourg reçoivent un bout de terrain pour enterrer leurs morts. Mais ce terrain n'est qu'une bande de terre à côté du cimetière luthérien de Volkovo.     
Le 1er décembre 1872, un cimetière juif est ouvert au sud de la ville, à Oboukhovo. Une petite synagogue est érigée à l'entrée de ce cimetière.  

## Galerie

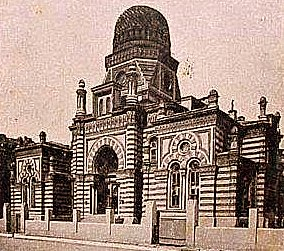
La grande synagogue chorale en 1900
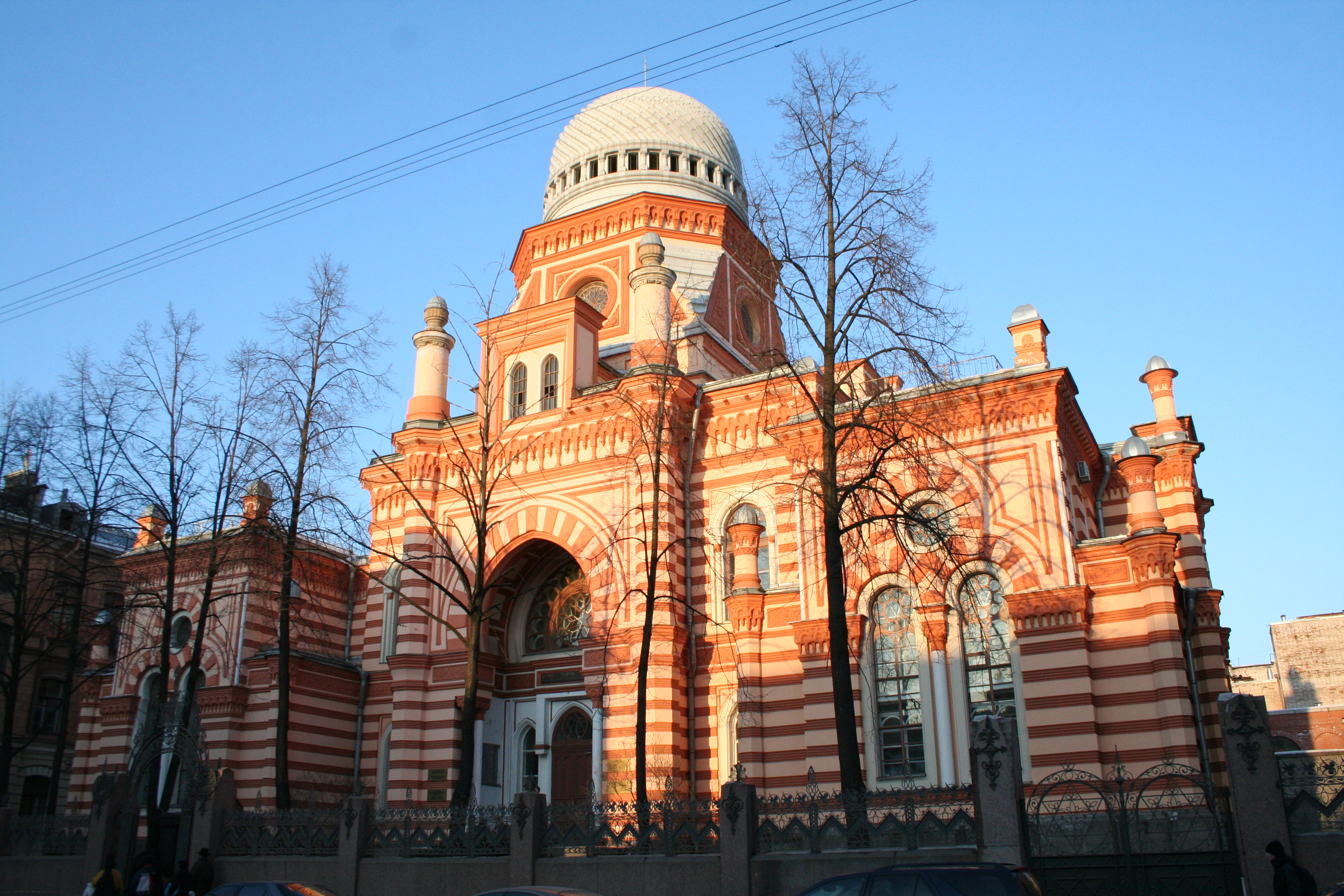
La grande synagogue chorale en 2006
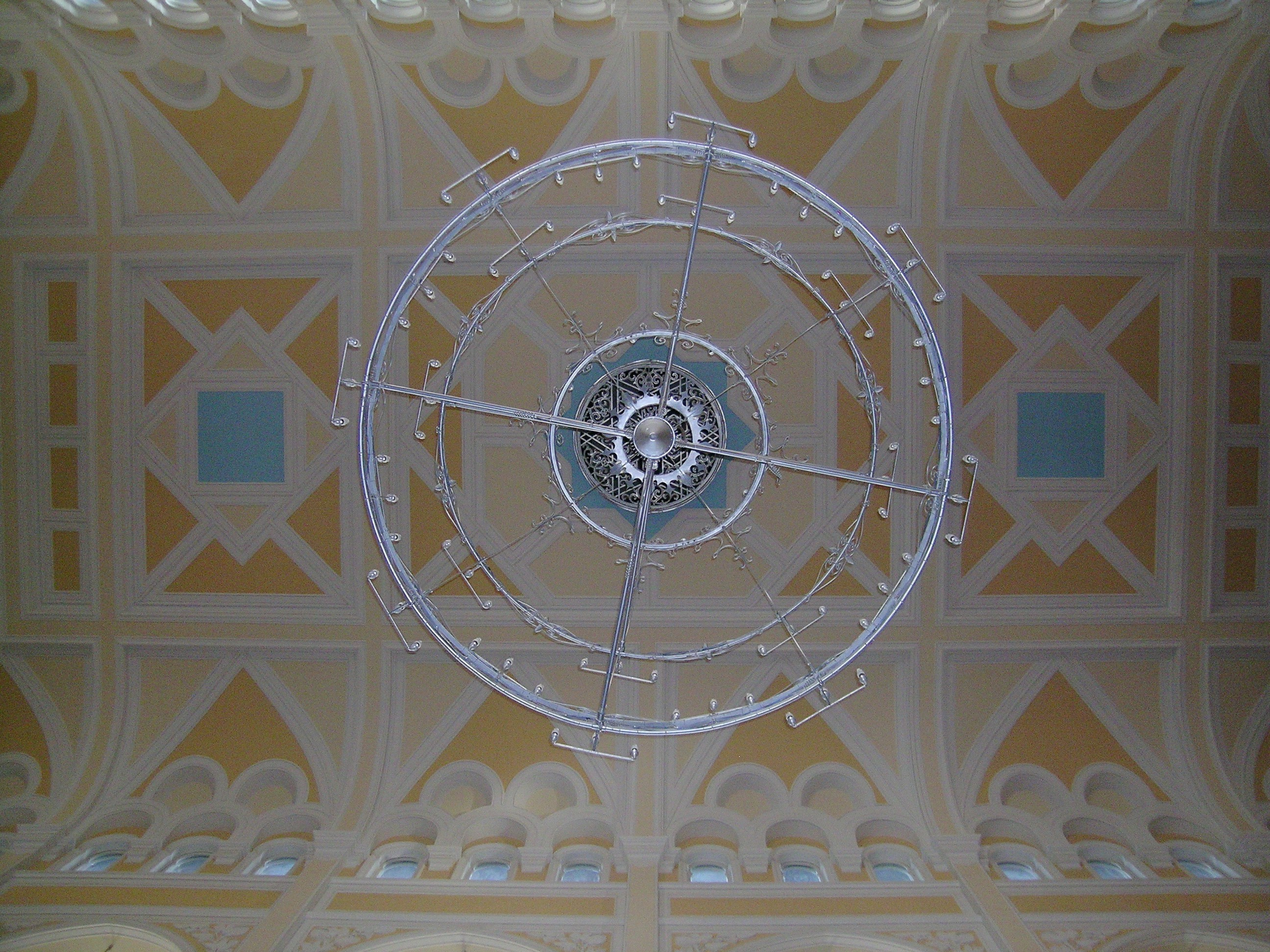
Plafond de la synagogue
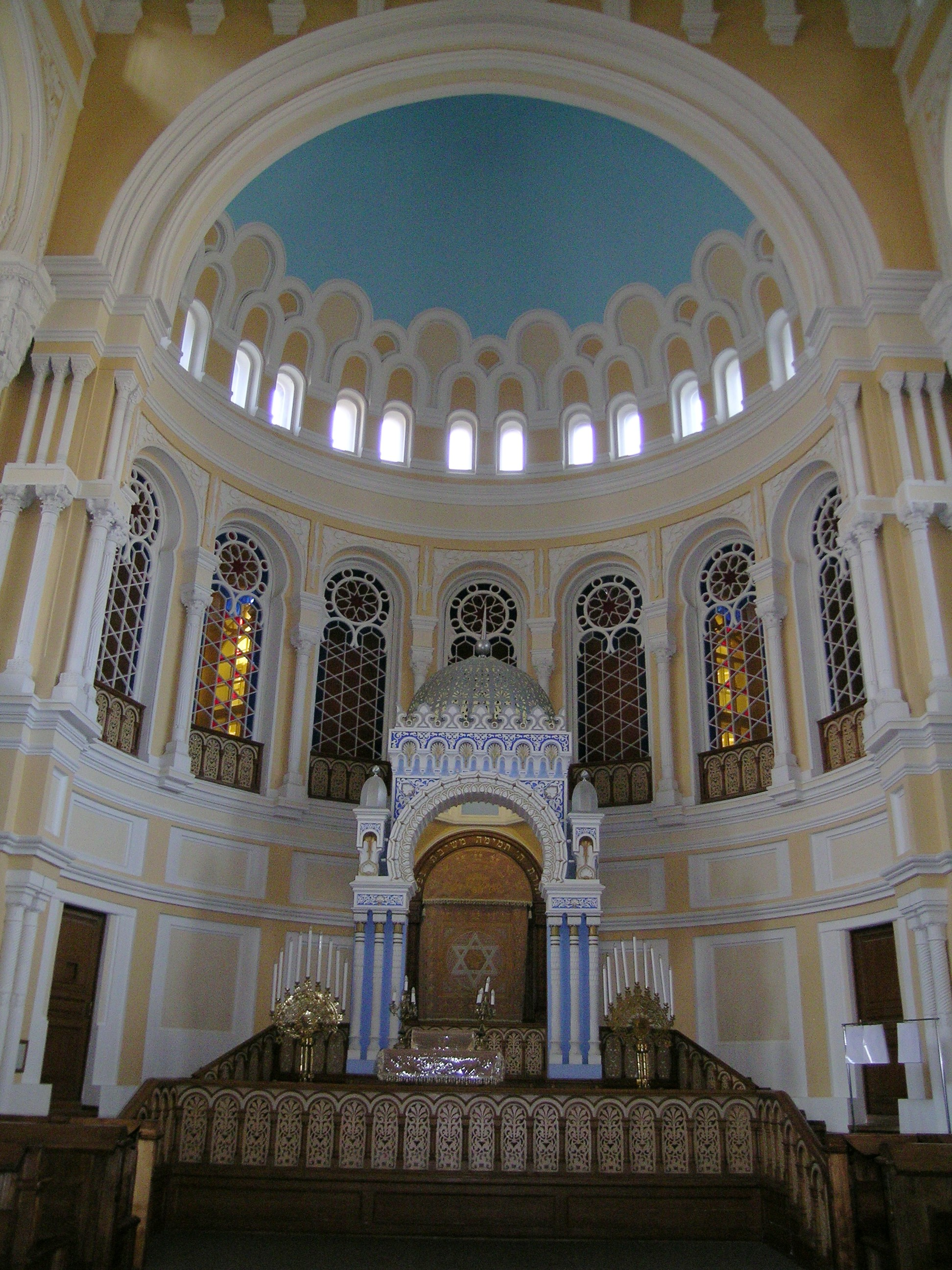
Vue intérieure avec l'Arche Sainte
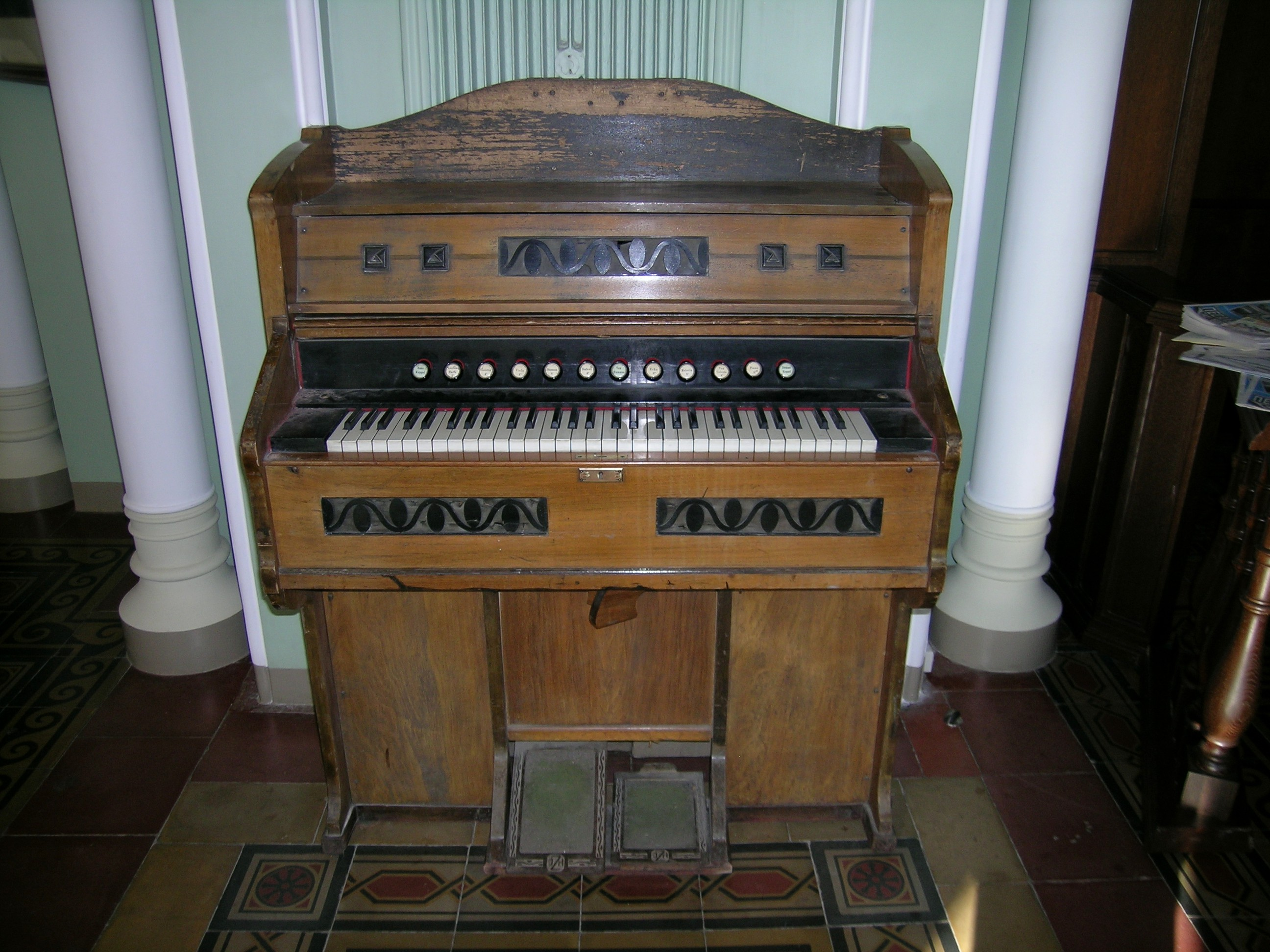
Console de l'orgue.